# Quiina peruviana
Quiina peruviana là một loài thực vật có hoa trong họ Ochnaceae. Loài này được Engl. miêu tả khoa học đầu tiên năm 1888.